# Lion Air
PT Lion Mentari Airlines operující jako Lion Air je indonéská nízkonákladová letecká společnost. Sídlí v hlavním městě Jakarta, své hlavní letecké uzly má na letištích Sukarno-Hatta (Jakarta), Juanda (Sedati, Jáva) a Kulumanu (Medan). Společnost vznikla v roce 1999, lety zahájila o rok později. Provozuje jak vnitrostátní tak mezinárodní lety po jihovýchodní Asii. 
Společnost provozuje více než sto letounů typu Boeing 737, přičemž má dalších 250 objednaných letadel (2018).

## Letecké nehody
- Let 583 – 30. listopadu 2004 McDonnell Douglas MD-82 při přistání přejel dráhu. Ze 146 cestujících a 7 členů posádky jich přežilo 128, z toho 109 bylo zraněno. Celkem 25 cestujících nepřežilo.
- Let 712 – 2. listopadu 2008 Boeing 737-400 při přistání přejel přistávací dráhu. Všichni přežili. Na vině byl nefunkční obraceč tahu.
- Let 904 – 13. dubna 2013 se Boeing 737-800 při přistání zřítil do moře. Všichni přežili. Na vině byla špatná údržba.
- Let 610 – 29. října 2018 se Boeing 737 MAX 8 při vzletu zřítil do moře. Nikdo nepřežil. Nehoda se stala v důsledku chybného softwaru MCAS.
- Let 633 – 7. listopadu 2018 narazil Boeing 737-900ER připravující se na odlet na letišti Bengkulu-Fatmawati Soekarno Airport do tyče a poškodil si křídlo. Pasažéři museli přestoupit do jiného letadla, které je dopravilo do Jakarty.[1]